# Jesuitenkolleg (Brno)

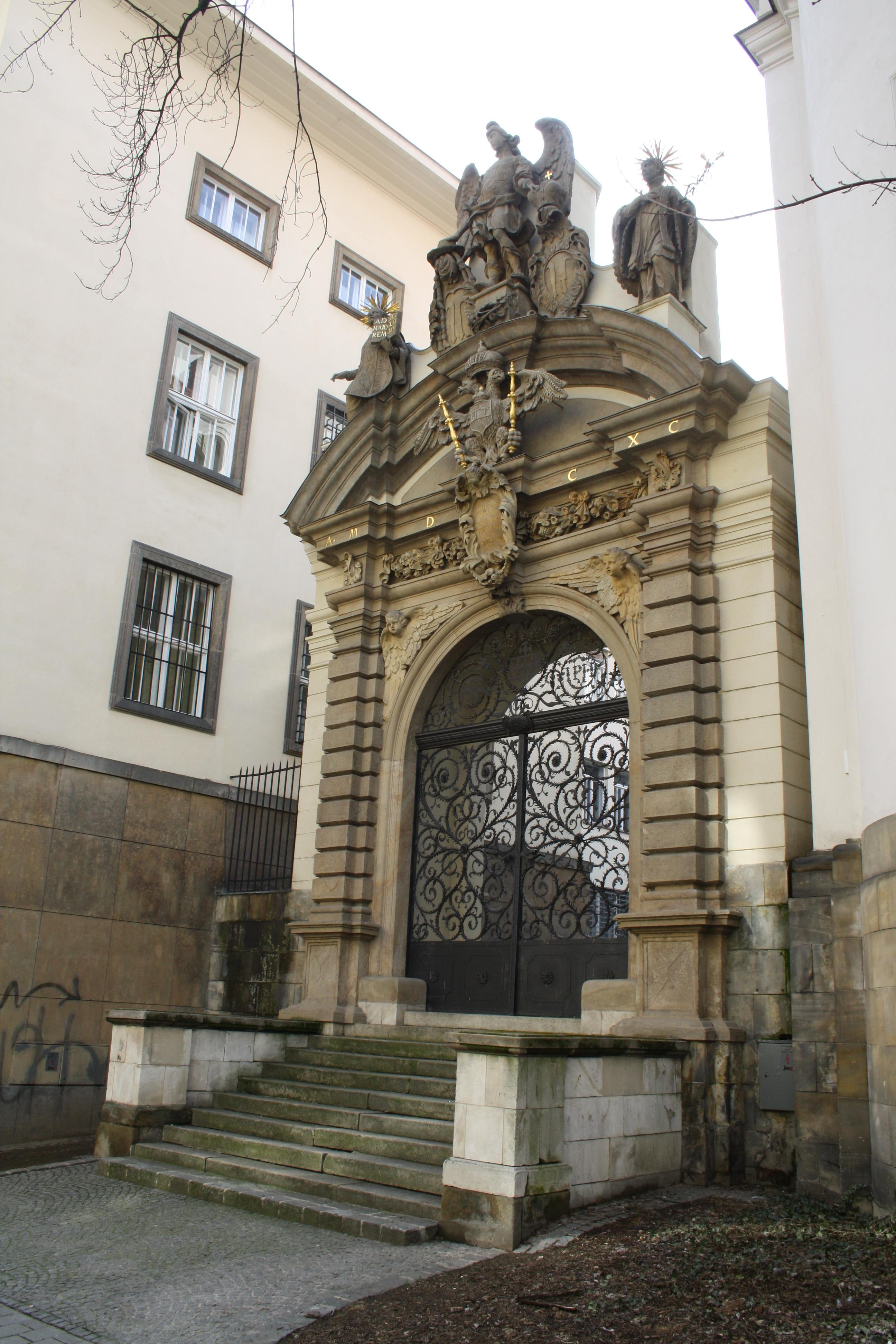
Erhaltenes Barockportal des Jesuitenkollegs in Brünn

Das Jesuitenkolleg in Brünn war das drittälteste tschechische Kolleg der Jesuiten, das von 1582 bis 1773 bestand. Der Gebäudekomplex wurde im Jahr 1904 abgerissen, wobei nur die ehemalige Ordenskirche und das barocke Portal vom Abriss verschont blieben. Beide Objekte werden seit dem 3. Mai 1958 als tschechisches Kulturdenkmal mit einer gemeinsamen Denkmalschutz-Nummer geführt.

## Geschichte
1578 kamen die Jesuiten nach Brünn, wo sie 1582 mit dem Bau ihres Kollegs begannen. Die Fertigstellung dauerte mehr als fünfzig Jahre. Der Neubau der Kirche Mariä Himmelfahrt selbst nahm nur vier Jahre in Anspruch. Sie wurde am 22. September 1602 eingeweiht.
Im Jahr 1773 löste Kaiser Joseph II. den Jesuitenorden in der Habsburgermonarchie auf. Nachdem die Jesuiten 1773 Brünn verlassen hatten, war in dem Gebäudekomplex noch kurzzeitig die Akademie von Olmütz tätig, anschließend diente er der Militärverwaltung als Kaserne. In die sogenannte „Jesuitenkaserne“ ging Robert Musil 1901/02 regelmäßig zum Fechtsport.

## Baubeschreibung

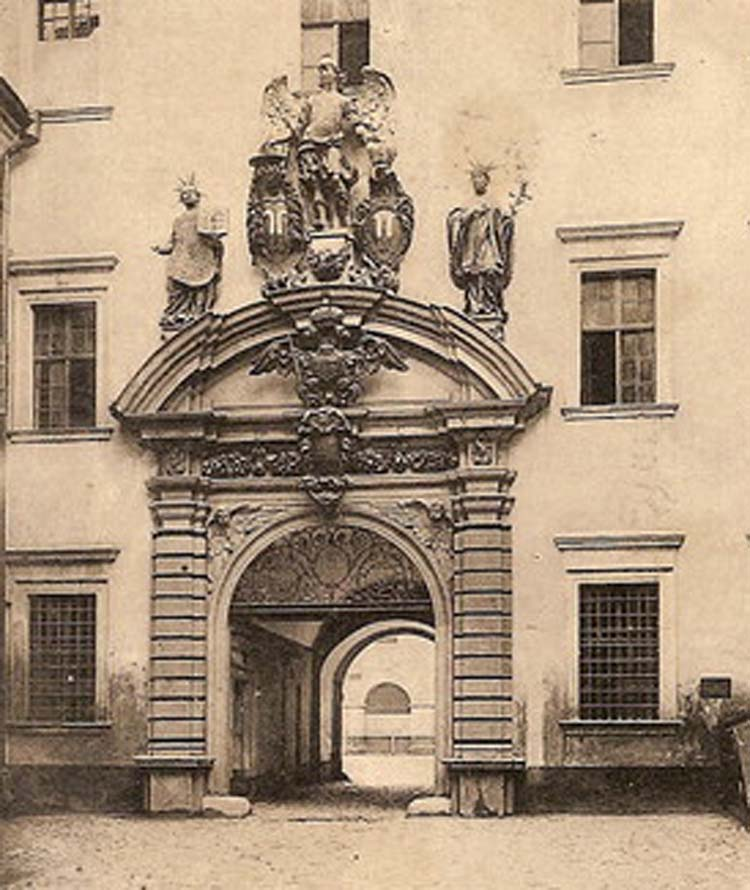
Das Barockportal an seinem ursprünglichen Standort (um 1900)

Vom 1904 abgerissenen Kollegiumsgebäude ist nur noch das von Jan Křtitel Erna und Jan Kašpar Pröbstl geschaffene Barockportal in der Mozartova-Straße erhalten.

## Persönlichkeiten
- Martin Stredonius (1587–1649), war Rektor des Kollegs und erwarb sich 1645 große Verdienste um die Verteidigung der Stadt Brünn gegen die Schweden.
- Bohuslav Balbín (1621–1688), war der bekannteste Professor des Kollegs.
- Anton Ludwig Hüttl (1732–?), Missionar in Mexiko, trat 1754 bei den Jesuiten in Brünn ein.
- Constantin Franz Florian Anton von Kauz (1735–1797), Historiker, Schüler am Kolleg
- Josef Dobrovský (1753–1829), Historiker und Begründer der Slawistik, trat 1772 bei den Jesuiten in Brünn ein.